# 兹德拉夫科·海贝尔
兹德拉夫科·海贝尔（1943年1月21日—2017年8月12日），克罗地亚男子水球运动员。他曾代表南斯拉夫国家队参加1968年夏季奥林匹克运动会水球比赛，获得一枚金牌。